# Другальов Валерій Володимирович

Другальов Валерій Володимирович (24 вересня 1963 р. — 4 грудня 2016 р.) — херсонський композитор, фольклорист, заслужений працівник культури України, збирач тисяч зразків фольклорної спадщини Херсонщини. Упорядкував кілька десятків репертуарних добірок з циклу «Пісенний фольклор Херсонщини», видав фольклорно-етнографічні книги «Три шляхи широкії докупи зійшлися» та «Грає весілля наш Херсонський край».

## Біографія
Другальов Валерій Володимирович народився 24 вересня 1963 року в місті Херсон, навчався у загальноосвітній школі (1971—1981), закінчив музичну школу № 1 по класу фортепіано.
У 1984 році вступив до Херсонського культурно-освітнього училища за спеціальністю «Керівник самодіяльного хорового колективу» — клас викладача, заслуженого працівника культури України Варгуна Михайла Григоровича.
У 1987 році вступив до Київського державного інституту культури ім. О. Є. Корнійчука за фахом «Клубний працівник вищої кваліфікації, керівник хорового колективу» — клас викладача, кандидата педагогічних наук, професора Карпуна Анатолія Лаврентійовича.
Помер 4 грудня 2016 р. у м. Херсон.

## Діяльність
- З 1981 року працював слюсарем на Херсонському електромашинобудівному заводі. По закінченні училища, з червоним дипломом у 1986 році був призначений керівником народного аматорського ансамблю народної пісні «Доярочка» Михайлівського СБК Скадовського району Херсонської області.
- Навчаючись в інституті, почав займатися науковою роботою у галузі фольклору під керівництвом доктора наук, професора А. І. Іваницького, брав участь в роботі народної академічної хорової капели «Дніпро» Київського національного університету ім. Т. Шевченка — був співаком і помічником художнього керівника капели.
- По закінченні інституту в 1991 році був призначений на посаду провідного методиста з фольклору Херсонського обласного Центру народної творчості.
- З 1994 року керував народним аматорським хором ветеранів міського клубу ветеранів «Патріот Вітчизни» імені генерала Жирнова, обласного Палацу культури.
- З 2003 року по 2007 працював викладачем диригентсько-хорових дисциплін Херсонського училища культури.

## Творчість
Працюючи в обласному Центрі народної творчості, проводив експедиційну роботу з запису фольклору Херсонщини. За період роботи провів 42 фольклорно-етнографічні експедиції, в яких записав 3000 пісенних зразків, з них розшифрував більше 500. Валерій Володимирович — автор-упорядник науково-популярних збірників: «Історія, розвиток та сучасний стан пісенної культури і обрядів Голопристанщини» (2001 р.) та «Три шляхи широкії до купи зійшлися» (Пісенний фольклор Херсонщини) (2007 р.). Крім цього підготував 13 компакт-дисків із записами фольклору Херсонщини.
З 1994 року почав писати вокальні та хорові твори, обробки, аранжування, гармонізації народних пісень. Його твори друкуються у збірниках та окремими виданнями. Їх виконують аматорські та професійні виконавці, хорові колективи Херсонщини і України.
репертуарно-методичні та наукові розробки у допомогу керівникам фольклорних колективів області та усім, хто цікавиться народною традиційною культурою нашого краю. Серед них можна назвати такі як:
- «Побут та обряди Херсонщини»
- «Весільні пісні Херсонщини»
- «Пісні весняно-літнього циклу Херсонщини»
- «Пісні зимового календаря»
- «Заробітчанські та наймитські пісні Херсонщини»
- «Методико-практичні поради в керуванні фольклорним колективом»
- «Тема кохання в народних піснях Херсонщини»
- «Народно-пісенний епос Херсонщини»
- «Народні пісні Великоолександрівщини»
- «Соціально-побутова лірика Херсонщини»
- «Проводи в армію»
- «Пісні фольклорного тріо Раденського СБК Цюрупинського району»
- «Родинно-побутові обряди та пісні Херсонщини»
- «Фольклор Нововоронцовського району»
- «Народні пісні Білозерщини»
- «Пісні і свята на Трійцю»

## Нагороди
Нагороджений медаллю Всеукраїнського товариства «Просвіта» ім. Т. Шевченка «Будівничий України», численними подяками, дипломами, грамотами. У 2009 році отримав звання «Заслужений працівник культури України».